# Chemin des Juifs

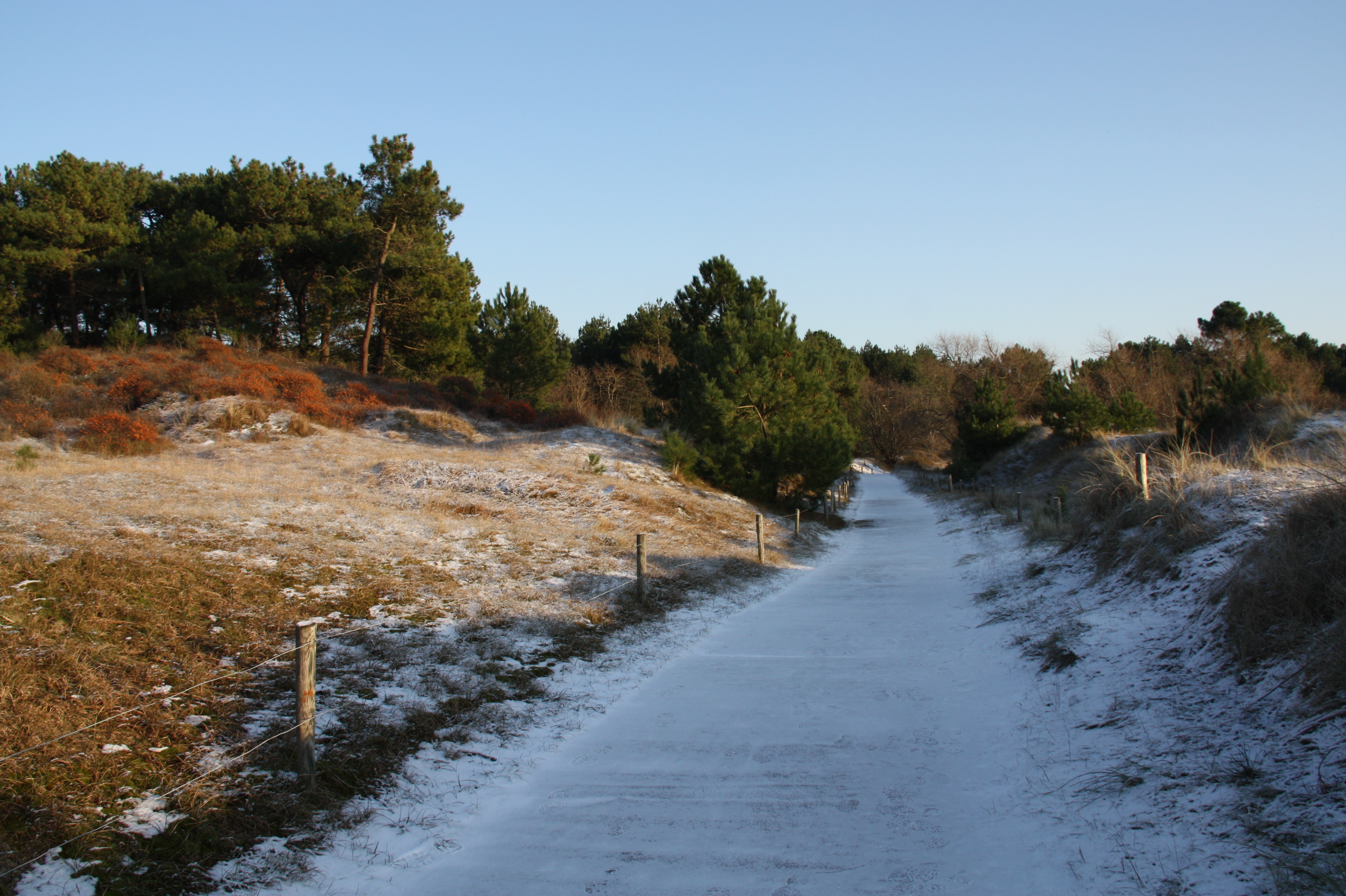
Chemin des Juifs

De Chemin des Juifs (Jodenweg) is een pad en gedenkplaats in de tot het departement Pas-de-Calais behorende gemeente Saint-Étienne-au-Mont.

## Geschiedenis
Tijdens de Tweede Wereldoorlog bestond tussen 1942 en 1944 een kamp waarin Joodse dwangarbeiders verbleven. Ook te Condette was er een dergelijk kamp, niet ver van het Kasteel van Hardelot. Hier verbleven 250 Joodse dwangarbeiders. Zij moesten onder meer een weg dwars door het Forêt d'Écault en de duinen aanleggen, naar de kust waar de Atlantikwall werd gebouwd. In mei 1994 werd hier een gedenksteen onthuld.